# Уичита (окръг, Канзас)
Окръг Уичита (на английски: Wichita County) е окръг в щата Канзас, Съединени американски щати. Площта му е 1862 km², а населението - 2309 души. Административен център е град Лиота.